# 出雲祝神社
出雲祝神社（いずもいわいじんじゃ）は、埼玉県入間市の不老川沿いにある神社。祭神は天穂日命、天夷鳥命、兄多毛比命の3柱。武蔵国入間郡の式内小社「出雲伊波比神社」の論社の1つで、旧社格は村社。

## 由緒
景行天皇年間（71年～130年）創建された。
日本武尊が東夷征伐時、小手指原に立ち寄り、天穂日命・天夷鳥命を祭祀したこと起源と伝えられている。
東国より流れてきた天穂日命が杵築湾に漂い寄った樹種の種子を当地に蒔き、後に「寄木の森」といわれた。
大宝2年（702年）に本殿を再建前の棟札（現存）には、「伊波比」と刻まれていた。
棟札
「伊都毛伊波比再造 牟射志入間臣宇助 大寶二年壬寅九月廿九日」
文政11年（1828年）建立された一の鳥居の扁額にある通り、江戸時代には「寄木宮」と呼ばれ、旧宮寺村の名前の起源とられている。
明治2年からは、社号を「出雲祝神社」に一定した。
社格
- 明治5年（1872年） - 村社

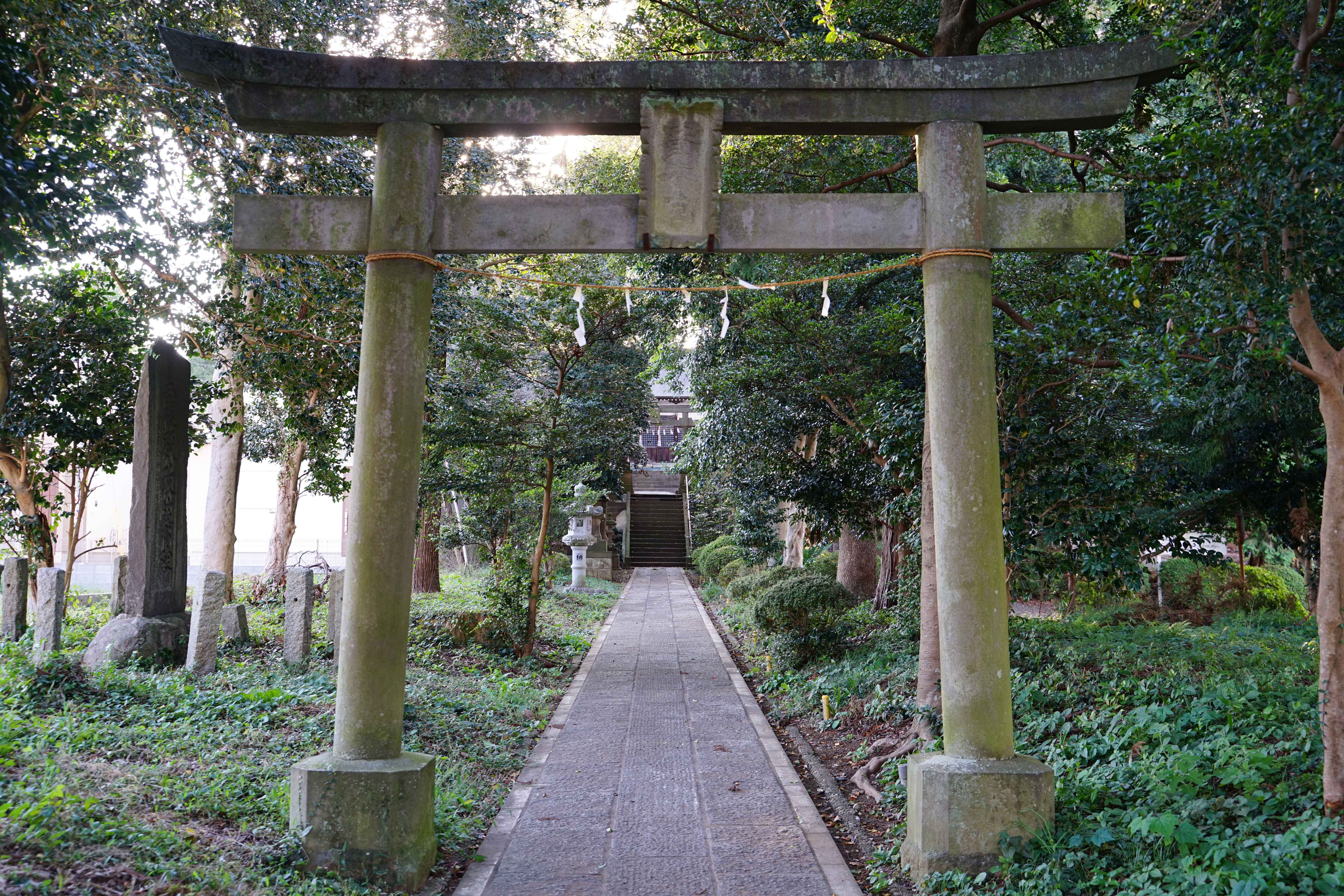
一の鳥居
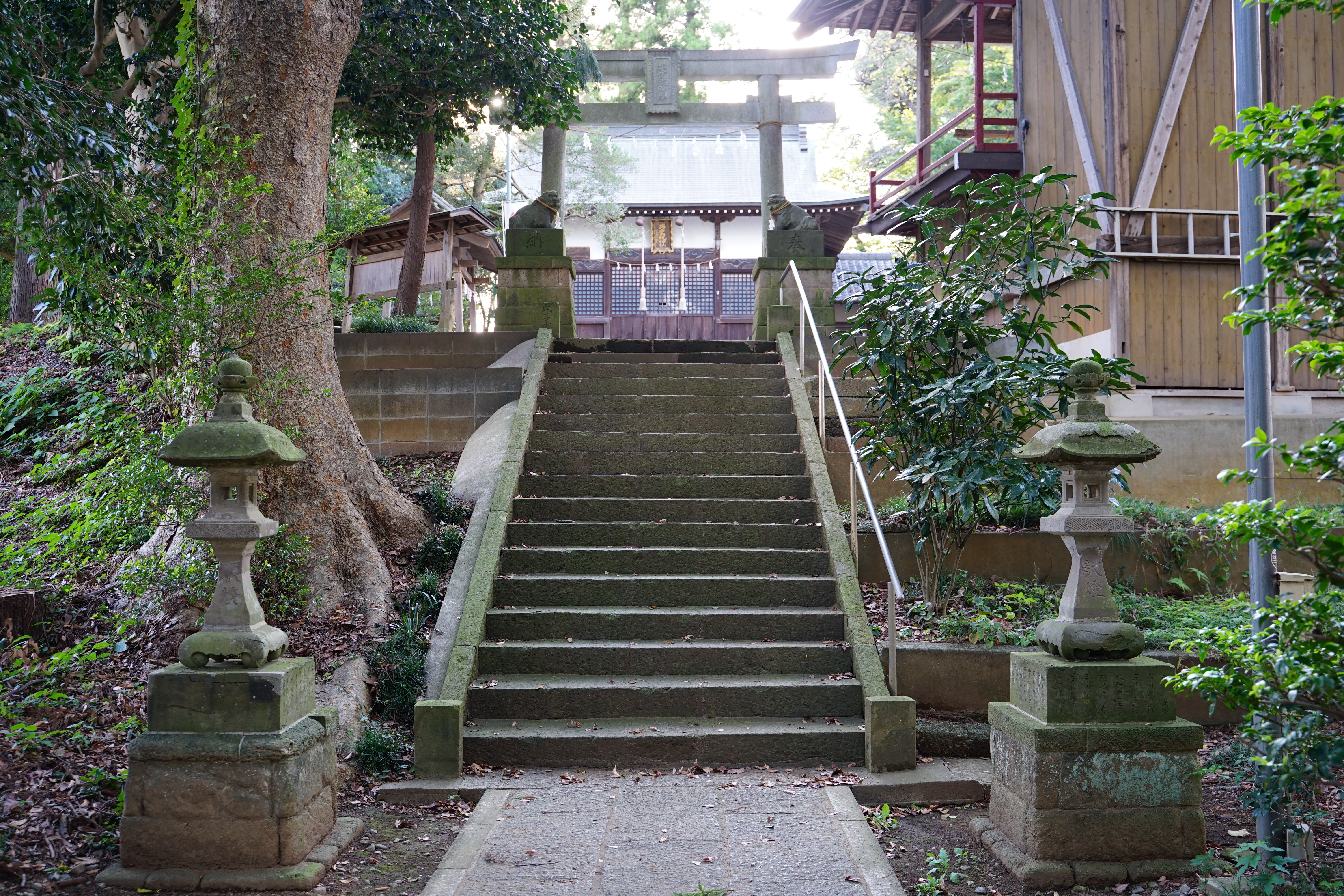
参道
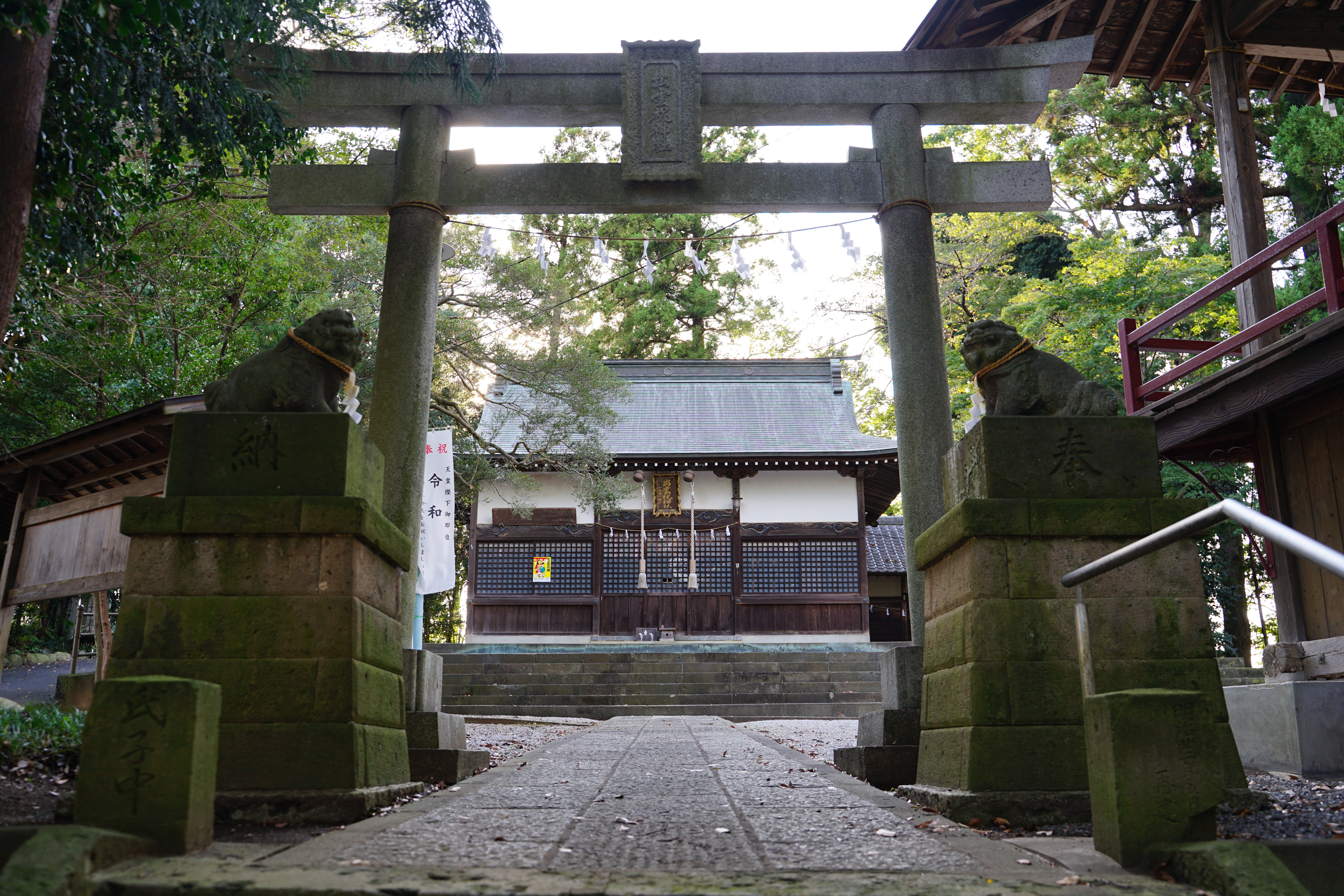
二の鳥居
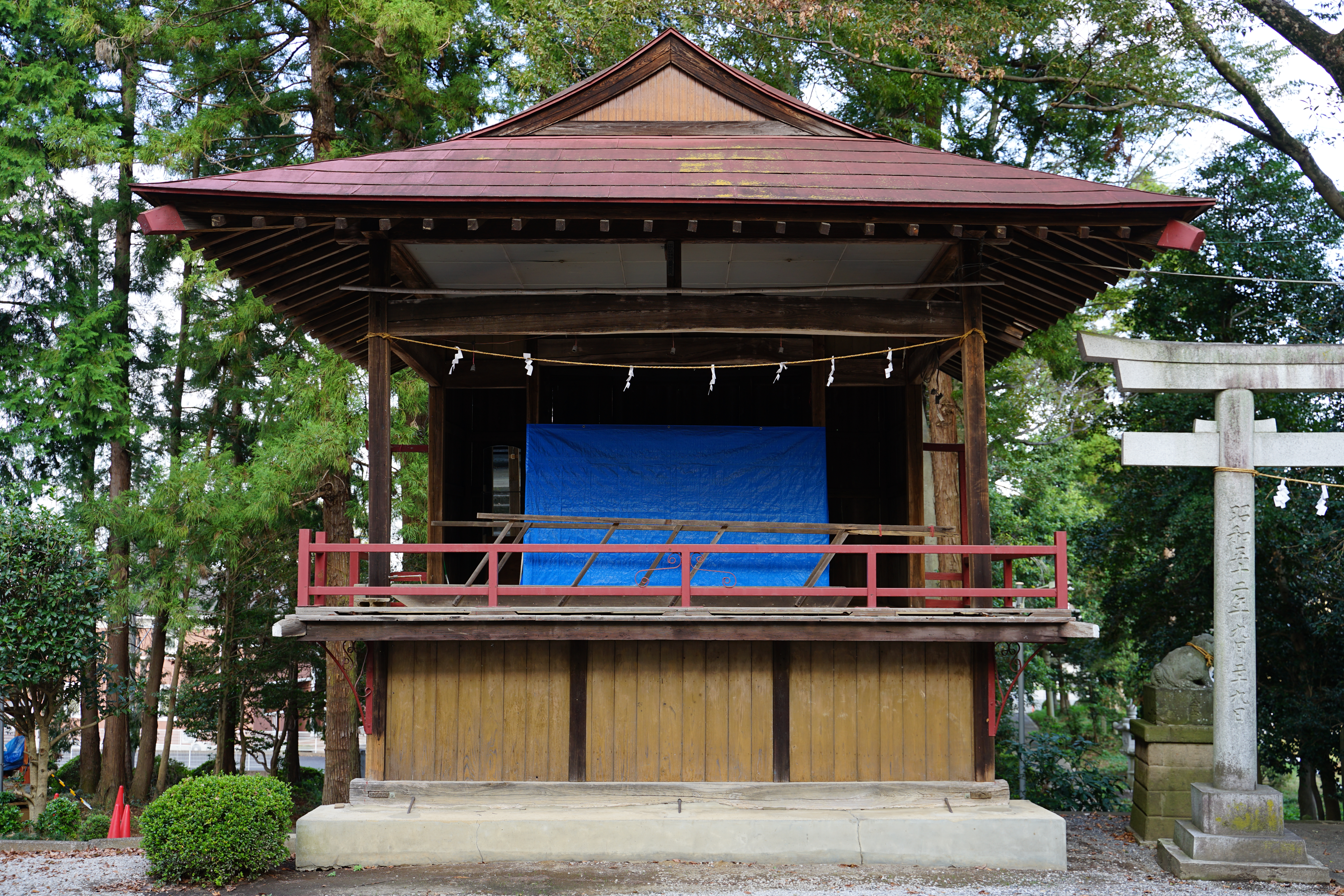
神楽殿

## 祭神
主祭神
- 天穂日命（あめのほひのみこと）[2]
- 天夷鳥命（あめのひなとりのみこと）[2]
- 兄多毛比命（えたもひのみこと）[2]
  - 出雲国から移ってきた初代武蔵国造。「牟佐志国造御社」の祭神が本殿に祀られている。

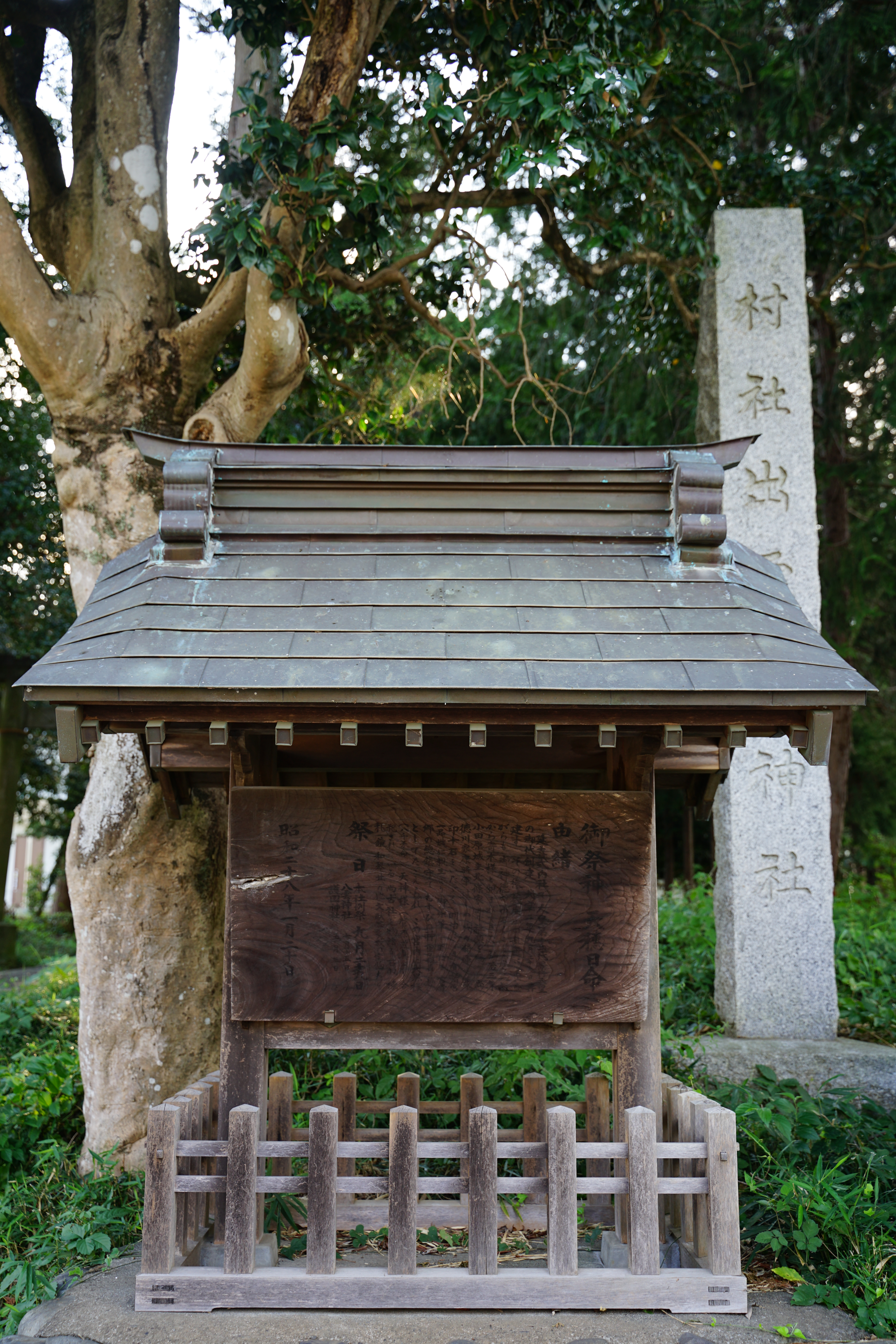
由緒案内板
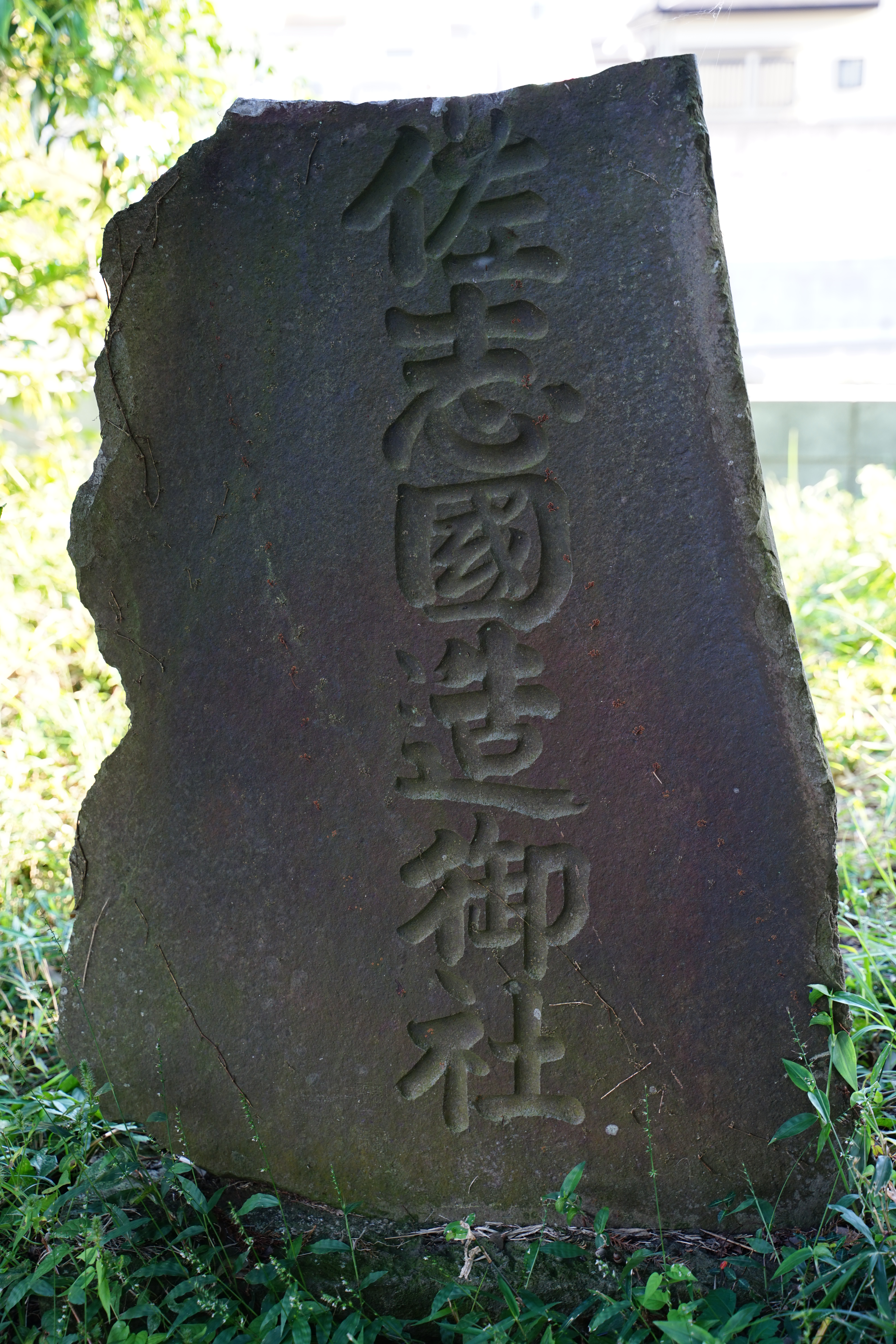
牟佐志国造御社
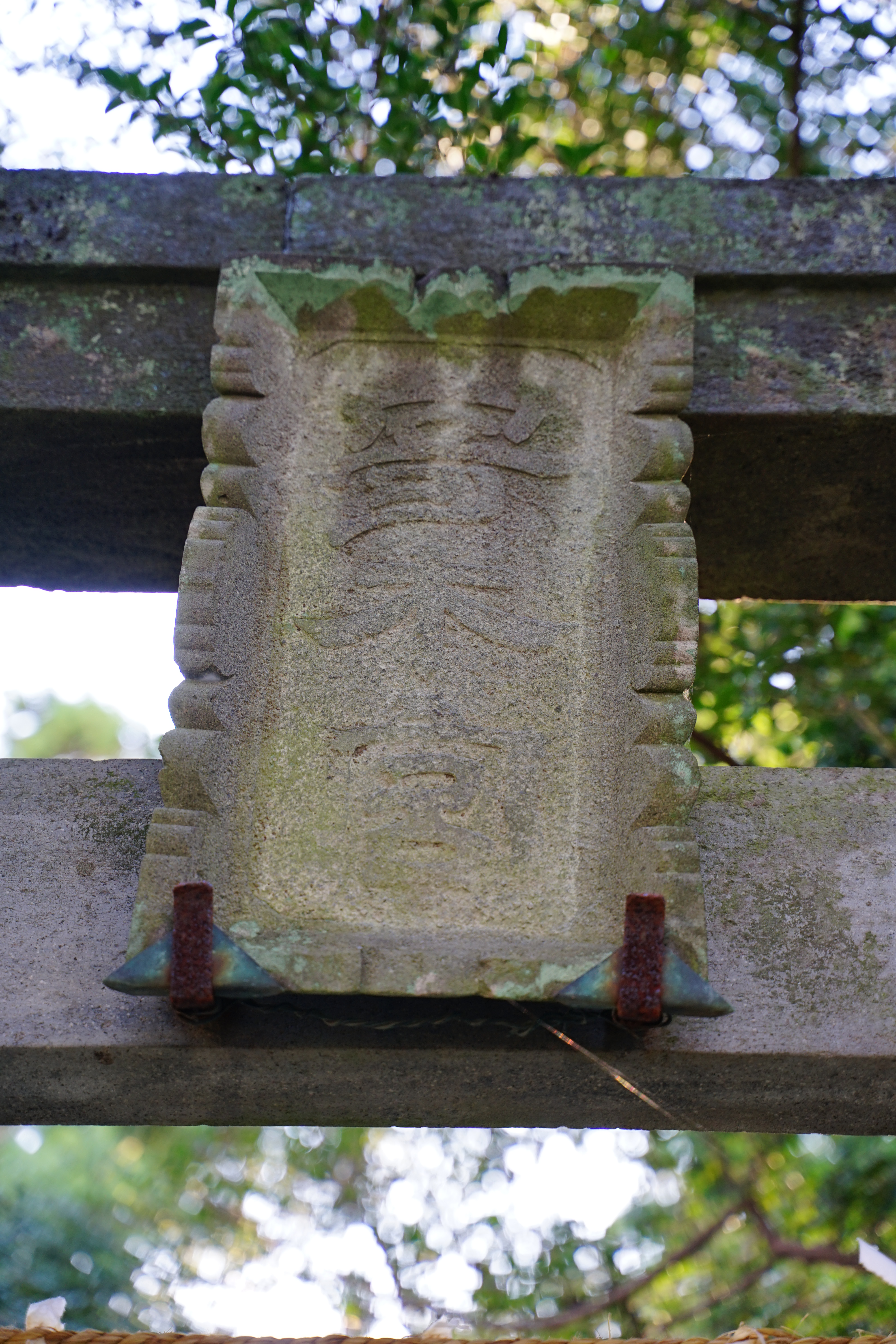
一の鳥居の扁額
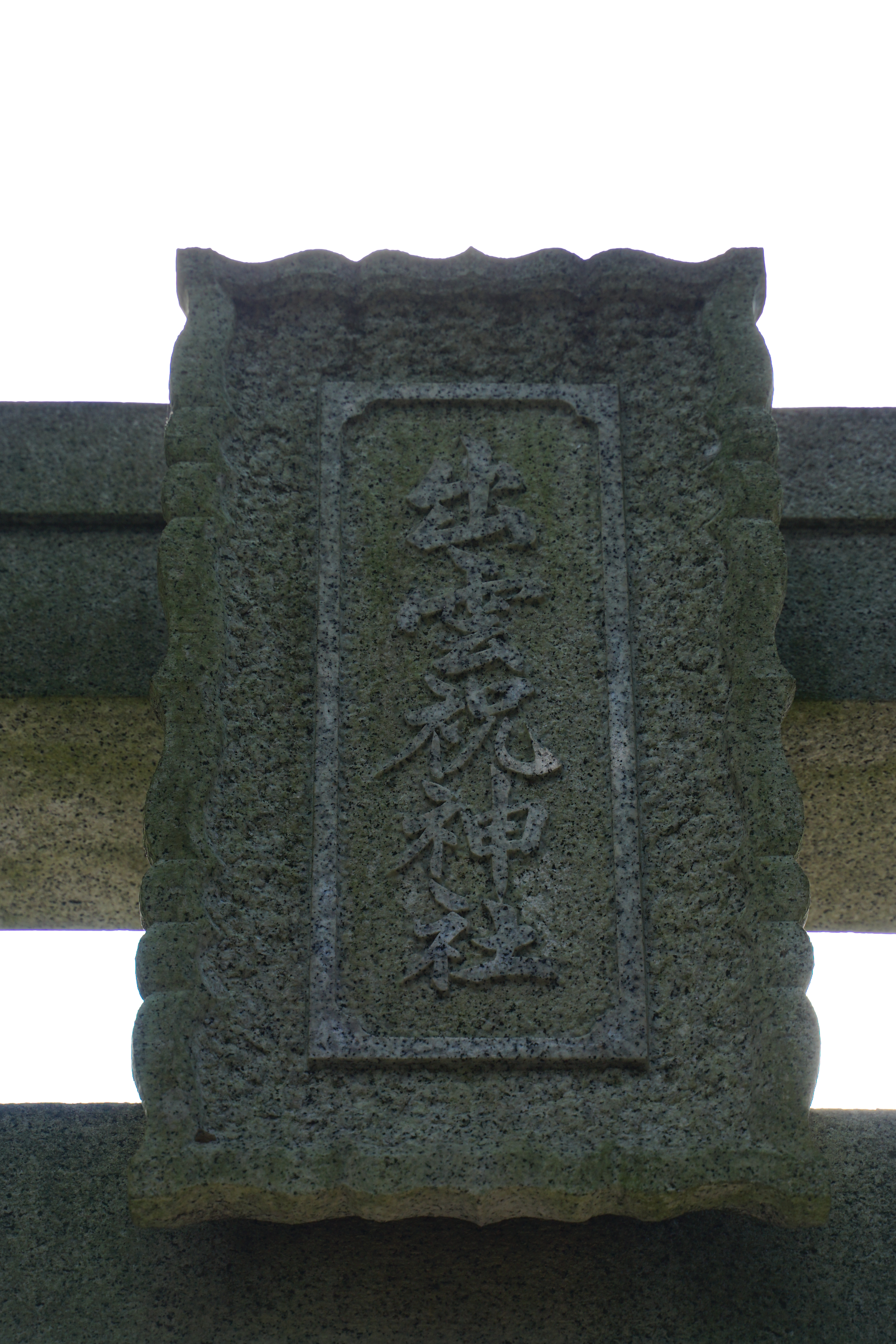
二の鳥居の扁額
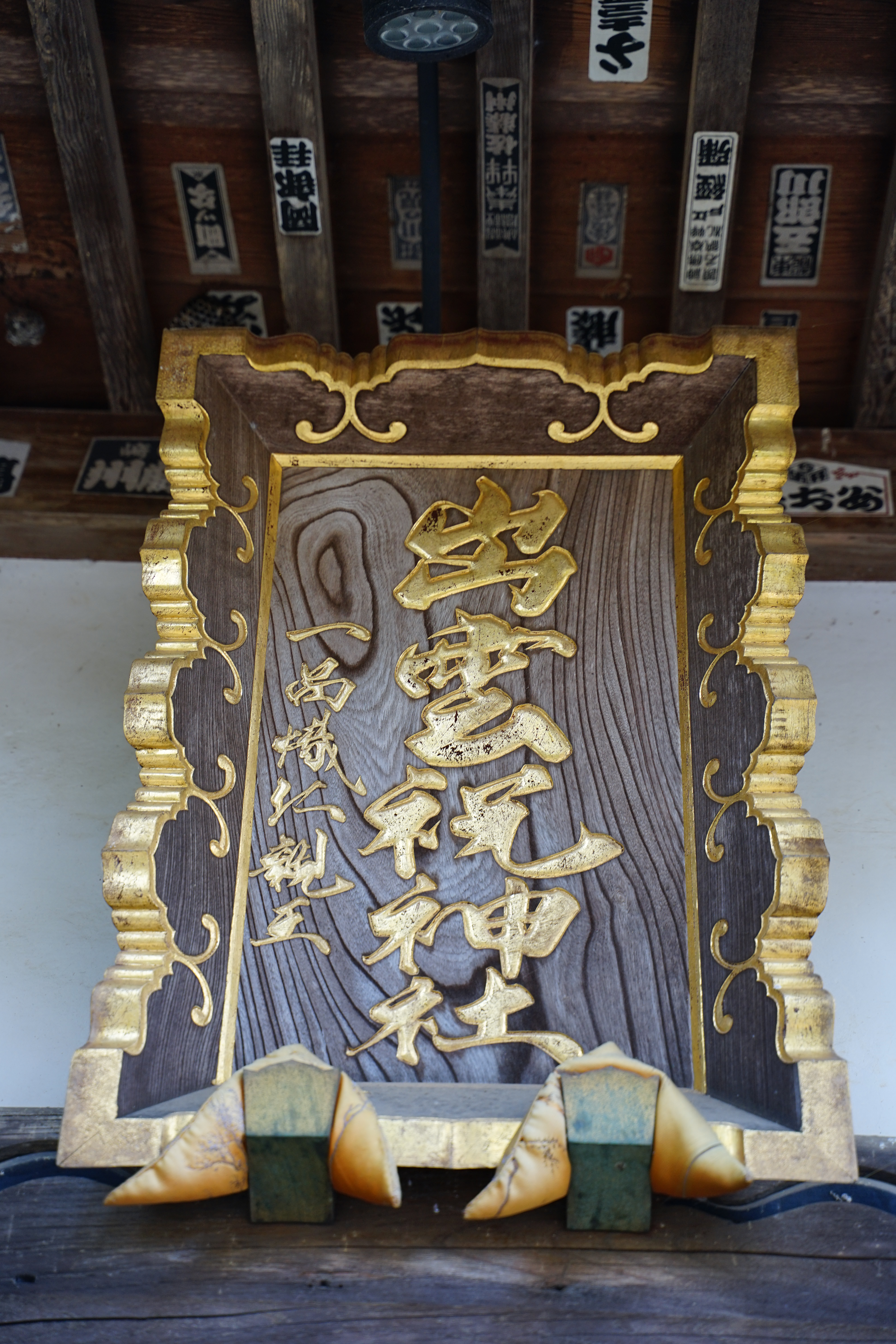
社殿の扁額

配祀神
- 菅原道真（すがわらのみちざね）[1]
- 天照皇大神（あまてらすのおおかみ）
- 大国主命（おおくにぬしのみこと）
- 伊弉諾命（いざなぎのみこと）
- 伊弉冉命（いざなみのみこと）
- 倉稻魂命（うかのみたま）
- 大山祇命（おおやまつみ）
- 市杵嶋姫命（いつきしまひめのみこと）
  - 宗像三女神の一神
- 速玉男命（はやたまのおのかみ）
- 事解之男命（ことさかのをのみこと）
- 大屋毘古命（おおやびこのかみ）

- 由緒案内板
- 牟佐志国造御社
- 一の鳥居の扁額
- 二の鳥居の扁額
- 社殿の扁額

## 境内社
社殿正面に向かって、右側に鎮座。

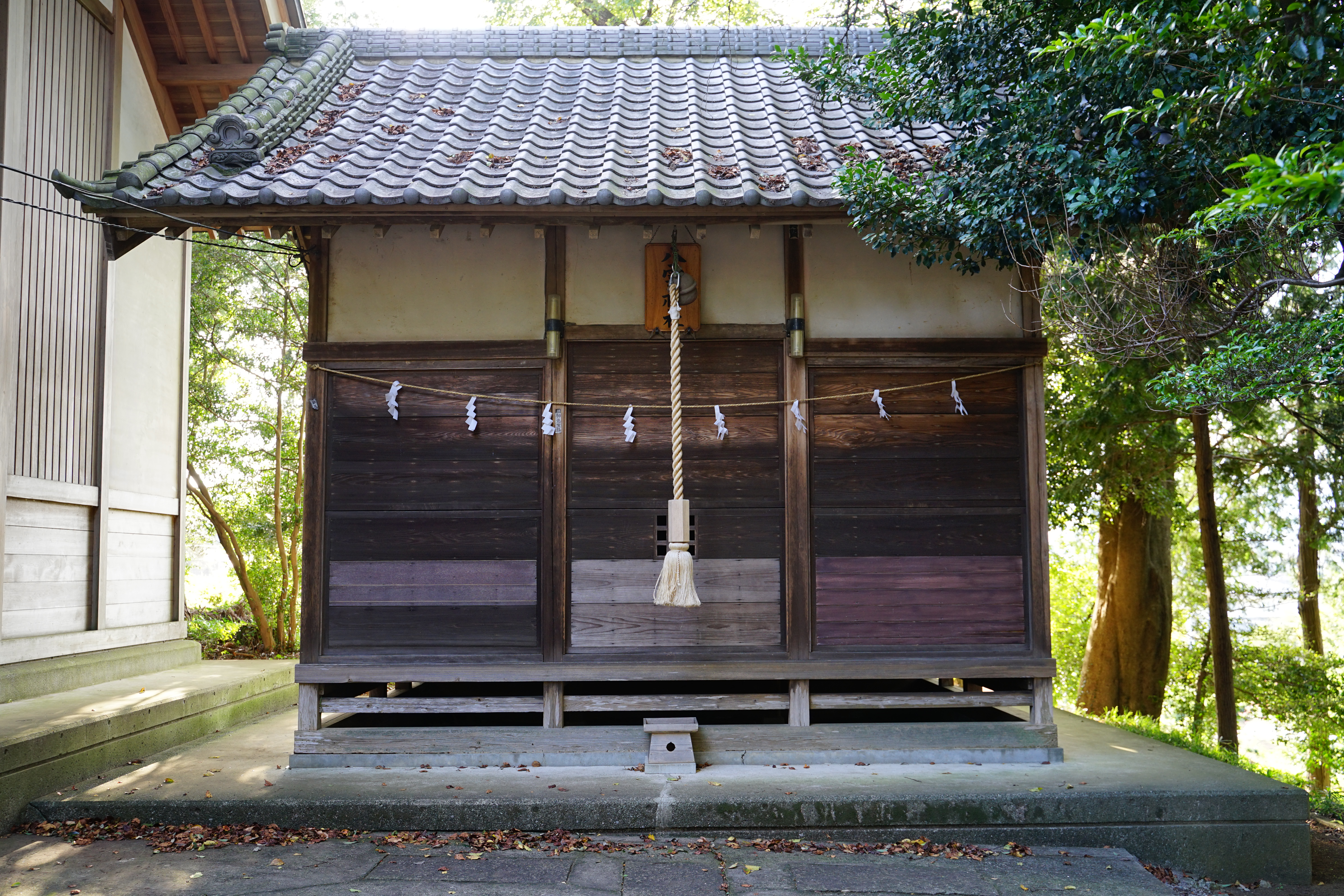
八雲神社
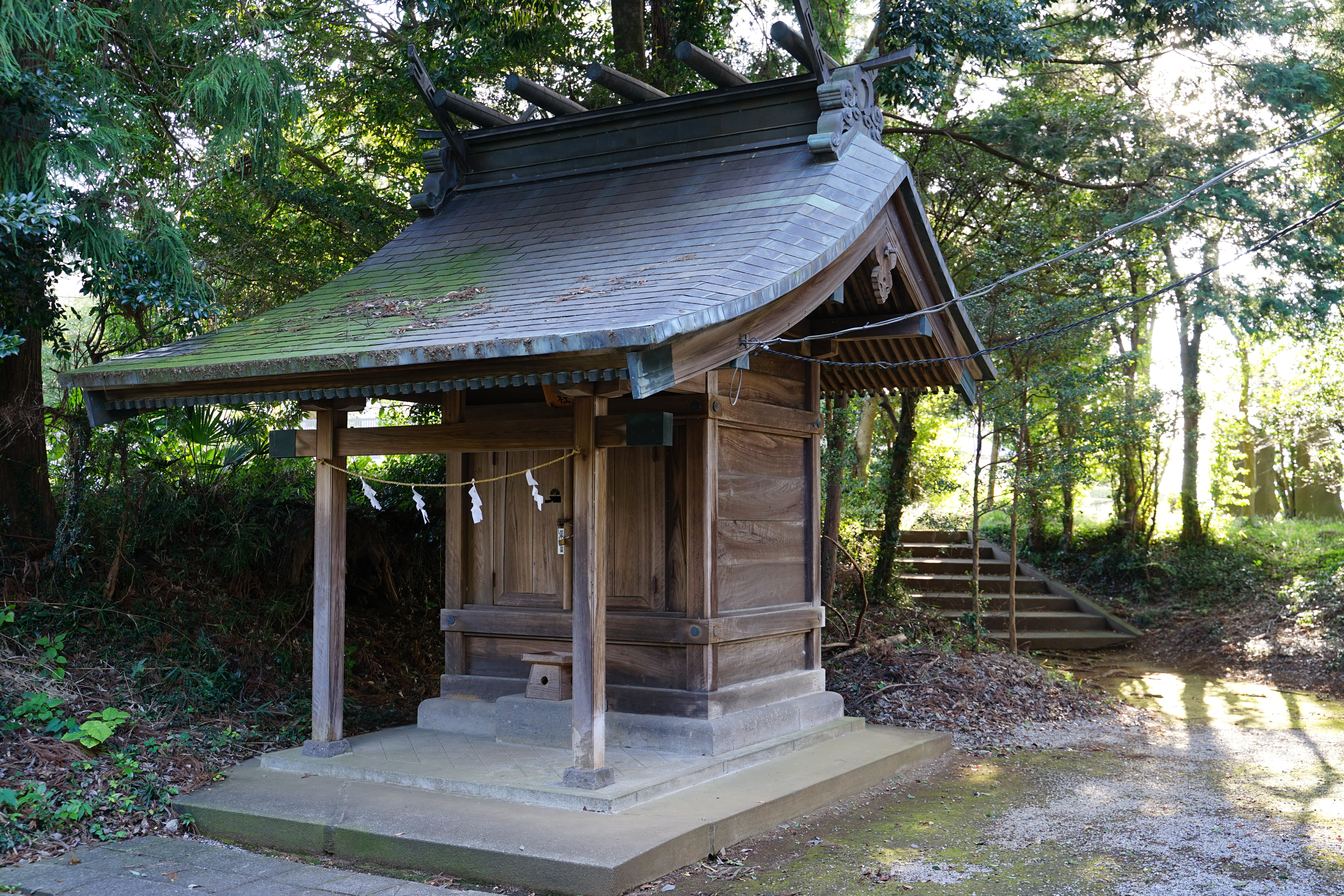
護国神社
  - （祭神）素戔嗚尊

社殿正面に向かって、左側に鎮座。
- 護国神社
  - （祭神）高御魂命
  - （合祀）護國の英靈

- 八雲神社
- 護国神社

## 文化財
- 弘治3年（1557年） 北条氏康朱印状
  - 小田原城主北条氏康が棟別銭を免じ保護を加えた文書[1]
  - 朱印状
    - 「出雲祝神社中、棟別之事、指置之畢横合之儀不可有候、依如件、弘治三年丁巳十一月廿七日、狩野大膳亮、庄式部少輔奉之」
- 天正19年 徳川家康朱印状
  - 徳川家康が関東入国の翌年に社領10石を寄進した時の文章。[1]

## 行事
- 本社例大祭（9月29日）[1]
- 八雲神社例大祭（7月15日）[1]
- 護国神社例大祭（5月5日）[1]

## 交通
- 西武池袋線小手指駅下車。西武バス「宮寺西」行きに乗車。バス停「ＪＡ宮寺支店前」で下車後、徒歩約10分。